# イタリアの地理

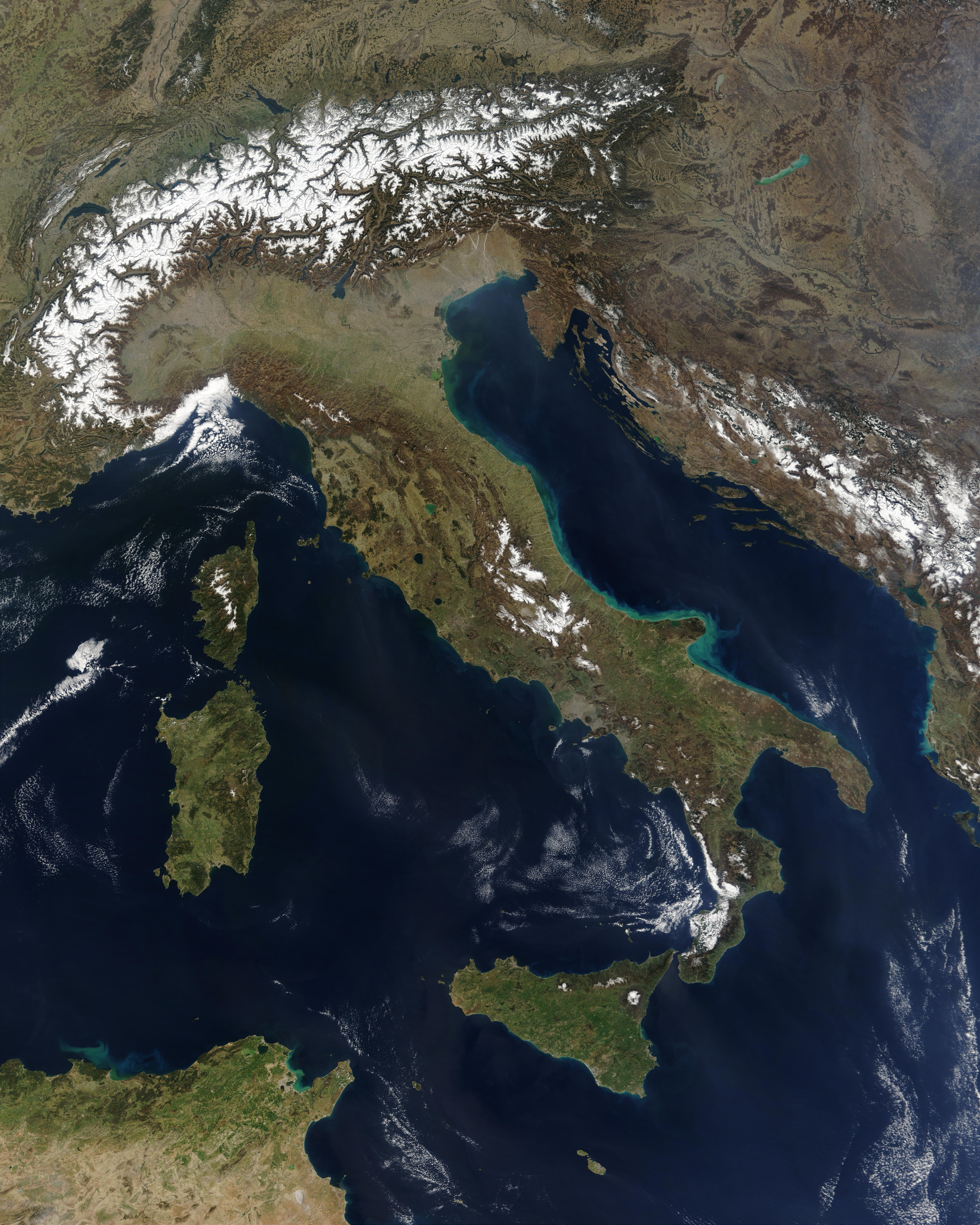
宇宙から見たイタリア。

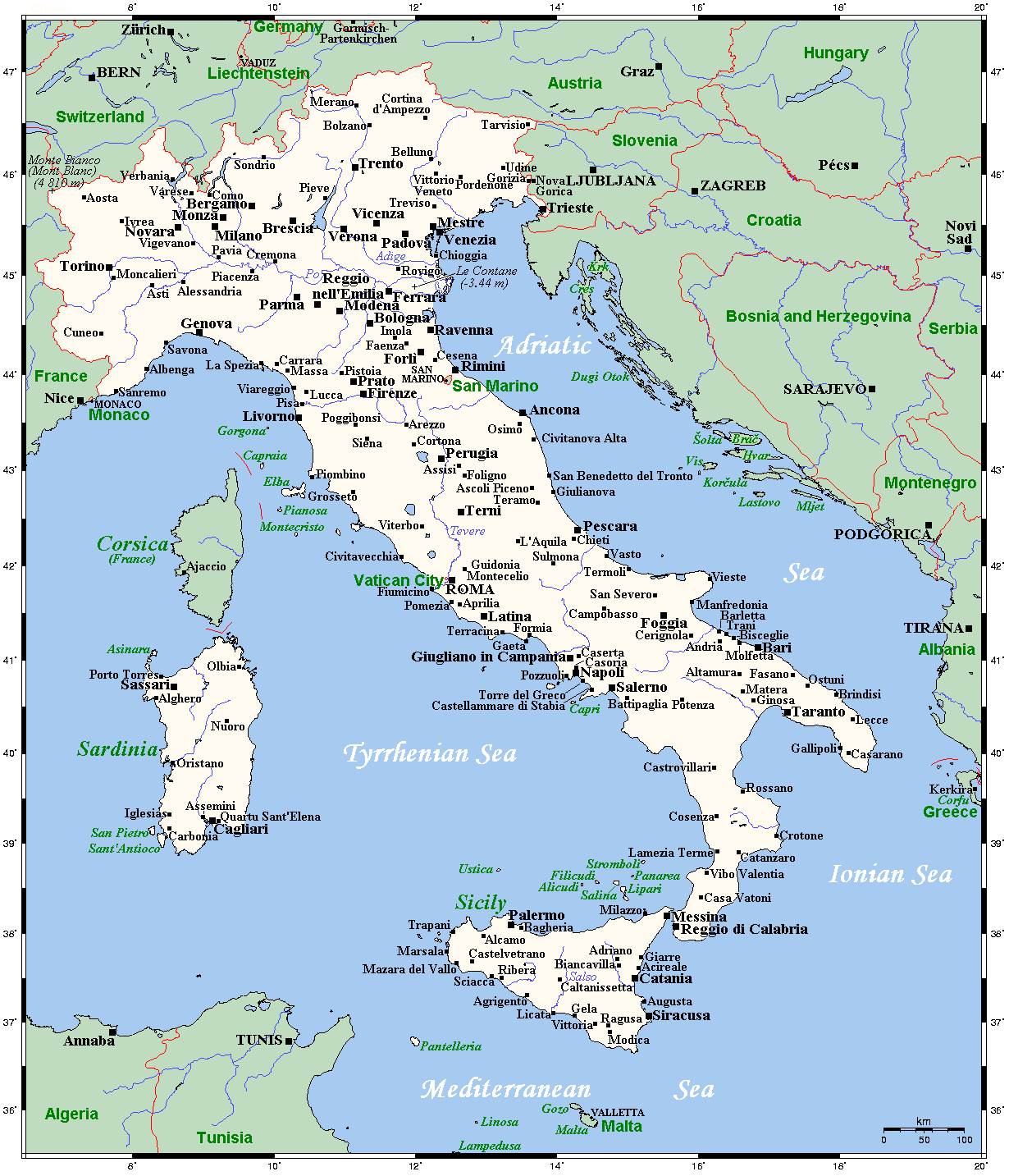
イタリア地図

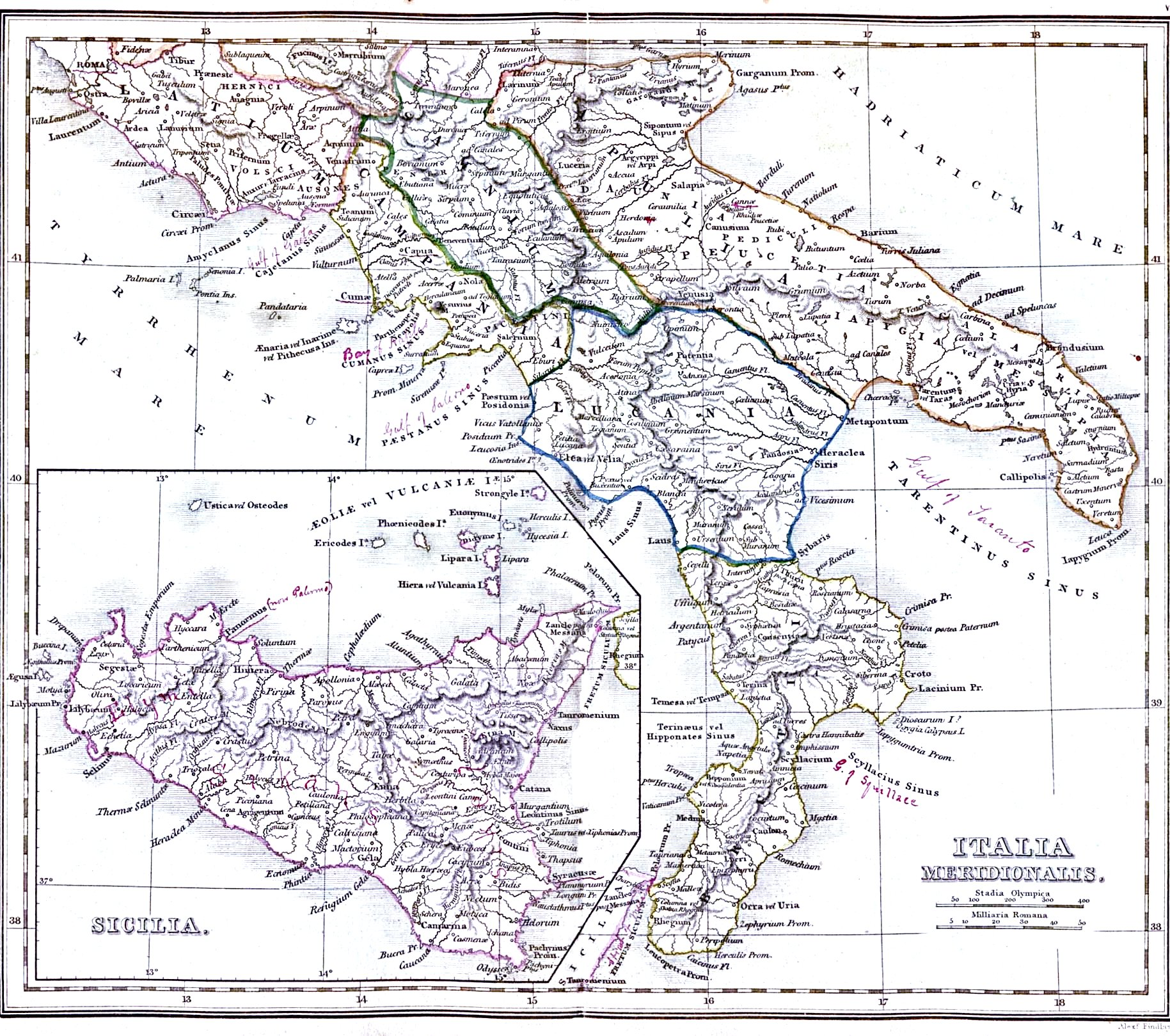
1849年のイタリア南部及びシチリアの地図。

イタリアの地理（イタリアのちり）ではイタリア共和国における地形や自然など地理の概略を示す。

## 概略
イタリアはヨーロッパ南部に位置し、イタリア半島はその長靴の形をした特徴的な形状で知られている。国土はイタリア半島以外の地域ではイタリア北部方向にあるアルプス山脈南部地域や、地中海に浮かぶシチリア島やサルデーニャ島などのイタリア半島周辺の島々からなる。総面積は日本の約4/5にあたる301 230 km²で、うち0.02%にあたる7 210 km²が水域である。
陸上国境では西からフランス、スイス、オーストリア、スロベニアと接し、国内にサンマリノとバチカン市国が存在する。また地中海を挟んで南にマルタ、チュニジア、リビアが、東にクロアチア、モンテネグロ、アルバニア、ギリシャがある。
国土は山がちであり、大陸との接触部分にアルプス山脈とアペニン山脈があり、両者の間にはポー川の流れるポー平原がある。イタリアを流れる川の大半はアドリア海かティレニア海にそそいでおり、自治体同士の境界線となっていることが多い。また国北部には多くの湖があり、最大のものはガルダ湖である。
イタリア最大の島はイタリア半島南部に近いシチリア島で、25 708 km²と地中海最大の面積を誇る。それに続き2番目に大きい島がサルディーニャ島であり、地中海全体でも2番目に大きい島である。またイタリア国内には火山も複数あり、シチリア島にありヨーロッパ最大の活火山であるエトナ火山や、ナポリにあるポンペイで有名なヴェスヴィオ火山などが有名である。

## 自然災害と環境問題
イタリアでは地すべり、雪崩、地震、火山の噴火、洪水などの自然災害が考えられるほか、ヴェネツィアでは地盤沈下も大きな問題となっている。また二酸化硫黄による大気汚染や農工業用水による河川の汚染、酸性雨、産業廃棄物の処理能力の不足などの環境問題が発生している。

## イタリアの主な都市
北部
- ミラノ（ロンバルディア州、人口:129万人）
- トリノ（ピエモンテ州、人口:91万人）
- ジェノヴァ（リグーリア州、人口:61万人）
- ボローニャ（エミリア＝ロマーニャ州、人口:37万人）
- ヴェネツィア（ヴェネト州、人口:27万人）

中部
- ローマ（ラツィオ州、人口:272万人）
- フィレンツェ（トスカーナ州、人口:36万人）

南部
- ナポリ（カンパニア州、人口:99万人）
- バーリ（プッリャ州、人口:33万人）

島嶼部
- パレルモ（シチリア州、人口:67万人）
- カターニア（シチリア州、人口:30万人）
- カリャリ（サルデーニャ自治州、人口:16万人）

## 陸地・半島・島
- ユーラシア大陸
  - イストリア半島
  - ヴェネツィア島
    - ムラーノ島
    - ブラーノ島
    - トルチェッロ島
- イタリア半島
  - ガルガーノ半島
  - ソレント半島(Penisola Sorrentina)
  - サレント半島(Penisola Salentina)
- トスカーナ群島
  - エルバ島
  - カプラーイア島
  - ゴルゴーナ島
  - ピアノーザ島
  - モンテクリスト島
  - ジリオ島
  - ジャンヌトリ島
- ナポリ湾
  - カプリ島
  - プローチダ島
  - イスキア島
- サルデーニャ島
- シチリア島
- サルデーニャ島周辺
  - サンタンティオコ島
  - サン・ピエトロ島
  - アシナーラ島
  - マッダレーナ島
  - カプレーラ島
  - タヴォラーラ島
- エオリア諸島(リーパリ諸島)
  - リーパリ島
  - ヴルカーノ島
  - サリーナ島
  - ストロンボリ島
  - パナレーア島
  - アリクーディ島
  - フィリクーディ島
  - ウスティカ島
- トレーミティ諸島
- ポンティーネ諸島
  - ポンツァ島
  - パルマローラ島
  - ヴェントテーネ島
- エーガディ諸島
  - レヴァンツォ島
  - ファヴィニャーナ島
  - マレッティモ島
- パンテッレリーア島
- ペラージエ諸島
  - ランペドゥーサ島
  - リノーサ島
  - ランピョーネ島

## 海
イタリアの海は全て地中海の一部分である。
- アドリア海(Mare Adriatico) - 東側
  - ヴェネツィア湾
    - トリエステ湾
      - パンツァーノ湾

  - マンフレドーニア湾
  - オトラント海峡
- ティレニア海(Mare Tirreno) - 西側
  - ピオンビーノ海峡 (Canale di Piombino)
  - コルシカ海峡 (Canale di Corsica)
  - ボニファーチョ海峡 (Bocche di Bonifacio)
  - ガエータ湾
  - ナポリ湾
    - プローチダ海峡 (Canale di Procida)
    - ボッカ・グランデ
    - ボッカ・ピッコラ
    - ポッツオーリ湾

  - サレルノ湾
  - サリーナ海峡 (Canale di Salina)
  - ヴルカーノ海峡 (Bocche di Vulcano)
  - サンテウフェーミア湾
  - ジョーイア湾
  - メッシーナ海峡
  - ミラッツォ湾
  - テルミニ・イメレーゼ湾
  - パレルモ湾
  - カステッランマーレ湾
- イオニア海(Mare Ionio) - 南東
  - ターラント湾
  - スクイッラーチェ湾
  - ノート湾
  - アウグスタ湾
  - カターニア湾
- リグリア海(Mar Ligure)
  - ジェノヴァ湾
- サルデーニャ海
  - アジナーラ湾
  - オリスターノ湾
- マルタ海峡

## 山
- アルピ(Alpi、アルプス)
  - モンテ・ビアンコ(Monte Bianco、モンブラン)
  - モンテ・ローザ(Monte Rosa)
  - チェルヴィーノ(Cervino、マッターホルン)
  - グラン・パラディーゾ
- ドロミーティ(Dolomiti)
- アペニン山脈
  - グラン・サッソ(Gran Sasso d'Italia)
  - シビッリーニ山地(Monti Sibillini)

## 火山
- ヴェスーヴィオ(Vesuvio)
- エトナ(Etna)
- ストロンボリ(Stromboli)

## 川
- ポー川(Po)
- アディジェ川(Adige)
- アルノ川(Arno)
- テヴェレ川(Tevere)
- ヴォルトゥルノ川(Volturno)
- ティルソ川(Tirso)

## 湖
- マッジョーレ湖
- コモ湖
- ガルダ湖
- イゼーオ湖
- オルタ湖
- ヴァレーゼ湖
- イドロ湖
- ルガーノ湖(Lago di Lugano, Ceresio)
- アルバーノ湖
- ボルセーナ湖
- ブラッチャーノ湖
- ヴィーコ湖
- トラジメーノ湖